# Théories sur Stonehenge
Pour un article plus général, voir Stonehenge.
Stonehenge, le plus célèbre des monuments mégalithiques d'Angleterre, est devenu un symbole des savoirs anciens de l'humanité, mais ce symbole reste muet.
Des hypothèses ont donc été formulées sur son mode de construction, sa finalité, ses rapports avec les mathématiques et l'astronomie.

## Théories sur la signification et la fonction du monument
Pour John Aubrey, en 1640, le monument fut érigé par des druides. William Stukeley reprend l'idée du temple druidique et ajoute qu'il avait probablement une fonction astronomique. En 1965, dans Stonehenge Decoded, Gerald Hawkins lança l'hypothèse d'un « calculateur astronomique » fondé sur les trous d'Aubrey (les cinquante-six trous qui ceinturent le monument), qui pourraient avoir été un moyen de prédire les éclipses de lune. Enfin, plus récemment, Alan Butler a défendu dans plusieurs ouvrages l'existence de « lignes de sel », qui seraient une série de trois cent soixante-six méridiens sillonnant le globe et marqueurs au sol d'une géométrie mégalithique à trois cent soixante-six degrés ; l'une de ces lignes passerait notamment à Stonehenge et à Avebury.
Stonehenge est un cimetière à crémation. Plusieurs dizaines de cavités funéraires et certains trous d'Aubrey ont accueilli des tombes à incinération. Stonehenge a même pu servir de lieu d'ensevelissement rituel d’une famille d’élite et de ses descendants, peut-être une famille régnante, ce qui en ferait un centre névralgique des nécropoles du sud de la Grande-Bretagne.
Les archéologues ont mis au jour, dans les nécropoles et sanctuaires de la culture du Wessex dans la région de Stonehenge, des perles et disques d'ambre de la Baltique, des haches de combat espagnoles ou de l'or irlandais. Plusieurs dagues, haches et poignards mycéniens sont gravés sur les pierres de sarsen de Stonehenge. Ce complexe mégalithique a pu ainsi servir de plaque tournante du commerce en Grande-Bretagne à l'Âge du bronze où était exporté sur le continent de l'étain (métal blanc indispensable à la réalisation des statues votives de bronze) et de l'or, et où l'île recevait en retour de l'ambre (substance aux propriétés mystérieuses) et des armes.

## Archéoastronomie à Stonehenge

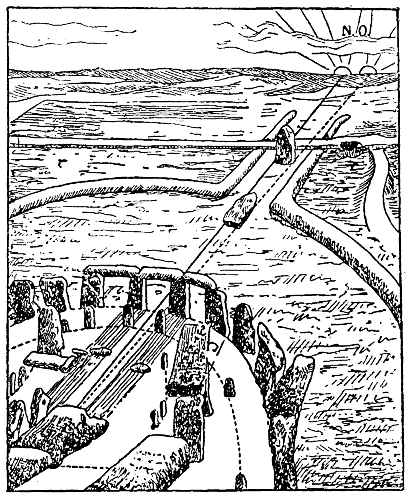
Lever de soleil au solstice d'été, selon le Nordisk familjebok (1918).

Le monument préhistorique de Stonehenge a longtemps été étudié pour ses liens éventuels avec l'astronomie ancienne. Des archéoastronomes ont prétendu que Stonehenge représentait un « ancien observatoire », bien que son utilisation à cette fin soit contestée. Beaucoup pensent également que le site peut avoir eu une valeur astrologique ou spirituelle.
La découverte de l'existence d'une pierre faisant paire avec la Heel Stone a mis le doute sur l'interprétation de celle-ci comme le marqueur du lever de soleil au solstice d'été. La deuxième pierre peut avoir été le second élément d'un « couloir d'énergie solaire », les deux pierres encadrant le lever du soleil,.

### Les premiers travaux
Stonehenge présente une ouverture au nord-est de l'enceinte circulaire de la phase I, et il s'est ensuivi des suggestions sur l'importance particulière attachée par ses bâtisseurs aux points des solstices et des équinoxes. Par exemple, au solstice d'été, le soleil passe près de la Heel Stone, et les premiers rayons du soleil brillent dans le fer à cheval, au centre du monument. Bien qu'on ne puisse écarter qu'un tel alignement puisse être une coïncidence, cette orientation astronomique a été reconnue pour la première fois en 1740 par William Stukeley et généralement suivie de tous les observateurs.
Stukeley a remarqué que la Heel Stone n'était pas précisément alignée sur le lever du soleil. D'une année à l'autre, le mouvement du soleil dans le ciel semble régulier. Pourtant, en raison des variations de l'obliquité de l'écliptique, les déclinaisons du soleil changent avec le temps. Le prétendu alignement de la Heel Stone avec le lever du soleil au solstice d'été aurait été moins précis il y a quatre ou cinq mille ans. La Heel Stone, en effet, est située à environ 1/7e de la circonférence terrestre en latitude Nord, comme l'a indiqué l'archéologue James Q. Jacobs.
Les premiers efforts pour dater Stonehenge exploitaient les menus changements dans les alignements astronomiques et ont conduit à des théories comme celle de H. Broome's en 1864, développant l'idée que le monument a été construit en -977, au moment où l'étoile Sirius serait passée au-dessus de l' Avenue de Stonehenge. Sir Norman Lockyer a proposé une date de -1680, reposant entièrement sur un azimut erroné du lever de soleil sur l' Avenue, s'alignant sur un relevé trigonométrique récent de l'Ordnance Survey selon une fonctionnalité moderne. Flinders Petrie préférait une date plus tardive de 730, mais les pierres étaient considérablement inclinées à l'époque de son enquête et ne pouvaient livrer de mesures et visées exactes.
Un débat d'archéoastronomie a été déclenché par la publication, en 1963, de Stonehenge Decoded, par l'astronome né britannique Gerald Hawkins. Hawkins a déclaré voir un grand nombre d'alignements, à la fois lunaires et solaires, et a affirmé que Stonehenge aurait pu être utilisé pour prévoir les éclipses. Le livre de Hawkins a bénéficié d'une large publicité, en partie parce qu'il avait utilisé un ordinateur dans ses calculs. Les archéologues étaient méfiants à l'encontre des nouvelles contributions au débat venant des astronomes britanniques C.A. “Peter” Newham et Sir Fred Hoyle, le célèbre cosmologiste de Cambridge, ainsi que d'Alexander Thom, professeur d'ingénierie retraité, qui a étudié les cercles de pierres durant plus de vingt ans. Leurs théories ont dû faire face à des critiques au cours des dernières décennies de la part de Richard J. C. Atkinson et d'autres qui ont suggéré les difficultés pratiques dans l'approche interprétative d'un « calculateur de l'âge de pierre ».

### Newham et lesStation Stones
Newham a trouvé un alignement pour les équinoxes en traçant une ligne entre l'une des Station Stones et un trou de poteau situé à côté de la Heel Stone. Il a également identifié un alignement lunaire, le long des côtés du rectangle créé par les quatre Station Stones correspondant au lever et au coucher de la Lune à son « major standstill ».
Deux des Station Stones sont endommagées et, bien que leurs positions créent un rectangle approximatif, l'incertitude de leur datation entraîne celle de leurs relations avec les autres dispositifs présents sur le site. La latitude de Stonehenge est inhabituelle en ce sens que seulement aux alentours de cette latitude (à cinquante kilomètres près), les événements lunaires et solaires évoqués ci-dessus se produisent à angle droit les uns par rapport aux autres. À plus de cinquante kilomètres au nord ou au sud de la latitude de Stonehenge, les Station Stones auraient formé un parallélogramme.

### Les travaux de Gerald Hawkins
Les travaux de Gerald Hawkins sur Stonehenge ont été publiés pour la première fois dans Nature en 1963 suivant les analyses qu'il a effectuées avec l'ordinateur IBM de Harvard-Smithsonian. Hawkins n'a pas trouvé un ou deux alignements, mais des dizaines. Il a étudié, avec l'aide de l'ordinateur, cent soixante-cinq caractéristiques significatives du monument et les a utilisées pour vérifier les alignements entre eux et tous les points de lever et de coucher du soleil, de la lune, des planètes et des étoiles brillantes dans les positions qui auraient été les leurs en 1500 av. J.-C. Treize corrélations solaires et onze lunaires ont été ainsi déterminées de façon précise, tenant compte des diverses phases de construction du site. Hawkins a également proposé une méthode permettant d'utiliser les trous d'Aubrey pour prévoir les éclipses de lune en déplaçant les marqueurs d'un trou à l'autre. En 1965, Hawkins a écrit (avec J.B. White) le livre Stonehenge Decoded, qui détaillait ses conclusions et voyait en Stonehenge un « calculateur néolithique ».
Richard J. Atkinson a répondu avec son article Rayon de lune sur Stonehenge dans Antiquity (1966) en soulignant que certains des trous que Hawkins avait utilisés pour ses lignes de mire étaient plus probablement des dépressions naturelles et qu'il s'était autorisé une marge d'erreur maximale de deux degrés dans ses alignements. Atkinson a constaté que la probabilité qu'un si grand nombre d'alignements soient visibles de cent soixante-cinq points étaient alors plus proches d'une chance sur deux que le « une possibilité sur un million » que Hawkins avait bien voulu proclamer. Le fait que les Station Stones aient été installées par-dessus les trous d'Aubrey signifie que beaucoup d'alignements de Hawkins entre les deux dispositifs sont illusoires. Le même article d'Atkinson contient d'autres critiques de l'interprétation des trous d'Aubrey comme marqueurs astronomiques et des travaux de Fred Hoyle.
La question se pose également de savoir si le climat anglais aurait permis l'observation précise des événements astronomiques. Les chercheurs modernes étaient en quête d'alignements concernant des phénomènes qu'ils savaient déjà exister, mais les utilisateurs préhistoriques n'avaient pas cette connaissance.

### Les travaux d'Alexander Thom
Alexander Thom a étudié les cercles de pierres depuis les années 1950, à la recherche d'alignements astronomiques et du « megalithic yard » (unité de longueur hypothétique), mais ce n'est qu'en 1973 qu'il a tourné son attention vers Stonehenge. Thom a choisi d'ignorer les alignements entre les différents dispositifs au sein du monument, les considérant comme trop proches pour être fiables et a plutôt recherché des éléments du paysage qui auraient pu marquer les événements lunaires et solaires. Mais l'un des principaux sites de Thom, « Peter's Mound », s'est avéré être un trou de décharge du XXe siècle et cela n'a pas été favorable à ses hypothèses.

### Les travaux de Michael W. Postins
Michael W. Postins a publié en 1982 un petit livre intitulé Stonehenge : le Soleil, la Lune, les étoiles errantes, où il a postulé que les cinq trilithes représentaient les cinq planètes visibles à l'œil nu. Il a estimé que les deux plus petits trilithes représentaient Mercure et Vénus, parce qu'ils suivaient au plus près l'orbite solaire, et aussi qu'ils étaient alignés avec l'axe solaire de Stonehenge. Les deux trilithes intermédiaires représentaient Mars et Jupiter, qui suivaient au plus près la trajectoire lunaire, et étaient alignés avec l'axe lunaire de Stonehenge. Le grand trilithe représentait Saturne, parce que celui-ci se déplace sur une trajectoire unique, beaucoup plus lentement que les autres planètes. Postins n'a cependant pas été en mesure d'établir la distinction entre les trilithes de Mercure et Vénus, ni entre ceux de Mars et de Jupiter, et a suggéré qu'au moment de leur construction, ils pouvaient avoir des noms inscrits dans la pierre.

### Théories plus récentes
Bien que plus de vingt mille personnes soient accourues à Stonehenge au solstice de l'été 2005, de plus en plus de signes indiquent que les initiateurs du site ne s'y rendaient pas l'été, mais plutôt à l'occasion du solstice d'hiver. Le seul monument mégalithique des Îles Britanniques à présenter un alignement solaire clair et irréfutable est le monument de Newgrange, qui est orienté vers le lever du soleil au solstice d'hiver. Le plus récent élément de preuve concerne des dents et des os de porcs abattus à proximité de Durrington Walls, leur âge au moment de leur mort indiquant qu'ils ont été abattus en décembre ou janvier de chaque année. Mike Parker Pearson, de l'Université de Sheffield a dit : « Nous n'avons pas de preuves de la présence de quiconque dans le paysage durant l'été. »
Un certain nombre d'indices renforcent l'hypothèse du coucher du soleil au solstice d'hiver comme étant l'événement le plus important pour les fondateurs de Stonehenge.
Dans cette civilisation agricole du Néolithique, l'attente du « retour du soleil », à la fin de la journée la plus courte de l'année, et l'attente de la germination des graines semées à l'automne étaient certainement un événement plus important que le solstice d'été situé à une date où « les jeux sont faits »[réf. souhaitée].
L'élément le plus grand, le plus impressionnant du monument est le grand trilithon. Il est probable que c'est dans la direction de cet élément « principal » que le regard devait porter, c'est-à-dire dans la direction du coucher du soleil au solstice d'hiver. Dans nombre de civilisations, c'est l'extrémité opposée à l'entrée qui marque l'orientation privilégiée d'un monument[réf. souhaitée].
Le tracé de l’Avenue contribue à confirmer cette hypothèse. Lorsqu'on arrive à Stonehenge par l’Avenue, on est frappé par le fait qu'à l'extrémité la plus éloignée du monument de la ligne droite correspondant à l'axis, on est dans une partie basse de la plaine qui ne permet pas de voir le monument. À partir de ce point, le monument apparaît progressivement en montant la pente. Dans l'heure qui précède le coucher du soleil au solstice d'hiver, cette approche doit être particulièrement impressionnante. Si l’Avenue fait un large détour entre la rivière Avon et le monument et passe précisément par ce point le plus bas dans l'axe du solstice, c'est probablement pour permettre cette approche « frappante » du monument. Cela suppose également que les forêts aient été un peu plus étendues à l'époque qu'aujourd'hui (ce qui est probable) et notamment que l’Avenue était entourée par la forêt avant l'atteinte de ce point bas[réf. souhaitée].

### Proposition de Didier Laroche
À partir du travail des surfaces du cercle de pierres, qui présente un contraste très fort entre la partie arrière, brute, et les faces tournées vers le cercle central, Didier Laroche, architecte archéologue, a présenté une restitution qui interprète l'ensemble comme un tumulus funéraire comportant une aire centrale structurée par les cinq trilithes. Cette proposition a l'intérêt de rattacher la structure de Stonehenge à une typologie bien connue et répandue aux IIe et Ier millénaires av. J.-C., et d'expliquer l'apparente anomalie de tombes sur une surface non protégée, à même le sol, à l'opposé de toutes les sépultures connues à cette époque.

## Archéoacoustique
En 1999, Aaron Watson a entrepris des travaux sur l'acoustique de nombreux sites archéologiques, dont celui de Stonehenge, et a enquêté sur de nombreuses tombes à chambre et autres cercles de pierres. Rupert Till (Huddersfield) et Bruno Fazenda (Salford) ont également exploré l'acoustique de Stonehenge,,,,. Lors d'une conférence en 2011, Steven Waller a soutenu que les modèles d'interférence acoustique ont été utilisés pour concevoir le plan de Stonehenge,. Près d'une décennie plus tard, dans une étude détaillée décrite dans un article de journal de 2020 du Journal of Archaeological Science, une équipe dirigée par Trevor Cox et Bruno Fazenda (Salford) a utilisé une reconstruction à l'échelle acoustique de Stonehenge pour examiner l'acoustique à l'intérieur et autour du site à différentes étapes historiques du monument, en appliquant des méthodes et des connaissances architecturales sophistiquées en matière d'archéologie préhistorique, offrant un nouvel aperçu de la façon dont la parole et les sons musicaux ont été modifiés par l'acoustique de Stonehenge,.

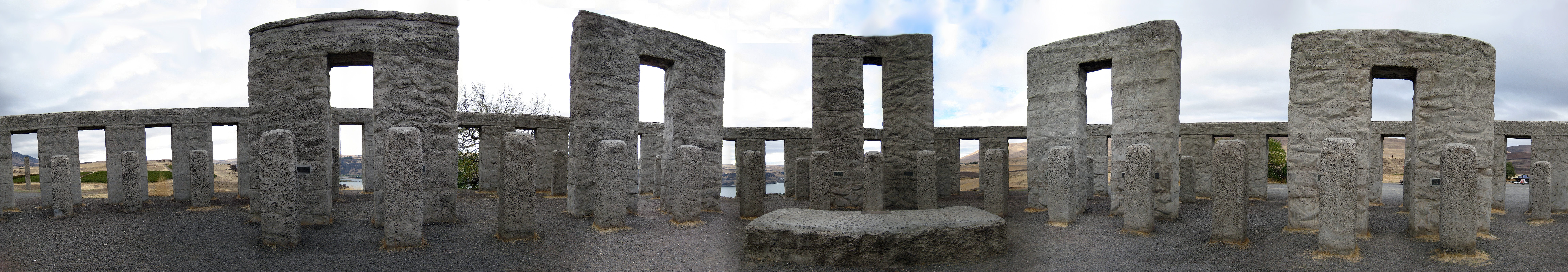
La réplique grandeur nature de Maryhill, État de Washington.

## Théories et expériences sur la construction

### Transport des monolithes
Le transport des gros blocs de grès sarsen, dont les plus gros pèsent environ 50 t, constitue une aventure d’ingénierie collective sans pareille. Une colline, au milieu du trajet, n’a pas facilité cette opération pour laquelle Atkinson ne propose rien d’autre que traîneaux, cordes et rouleaux de bois, occupant des milliers d’hommes durant des décennies.